# شعبان
- السبت
- الأحد
- الاثنين
- الثلاثاء
- الأربعاء
- الخميس
- الجمعة

- 2525 يناير 2025
- 2626 يناير 2025
- 2727 يناير 2025
- 2828 يناير 2025
- 2929 يناير 2025
- 3030 يناير 2025
- 131 يناير 2025
- 21 فبراير 2025
- 32 فبراير 2025
- 43 فبراير 2025
- 54 فبراير 2025
- 65 فبراير 2025
- 76 فبراير 2025
- 87 فبراير 2025
- 98 فبراير 2025
- 109 فبراير 2025
- 1110 فبراير 2025
- 1211 فبراير 2025
- 1312 فبراير 2025
- 1413 فبراير 2025
- 1514 فبراير 2025
- 1615 فبراير 2025
- 1716 فبراير 2025
- 1817 فبراير 2025
- 1918 فبراير 2025
- 2019 فبراير 2025
- 2120 فبراير 2025
- 2221 فبراير 2025
- 2322 فبراير 2025
- 2423 فبراير 2025
- 2524 فبراير 2025
- 2625 فبراير 2025
- 2726 فبراير 2025
- 2827 فبراير 2025
- 2928 فبراير 2025

شَعْبَانُ هو الشهرُ الثامنُ من السَّنَةِ القَمَرِيّةِ أو التقويمِ الهِجْرِيّ. كانت تسمية هذا الشهرِ كباقي الشهورِ في عصرِ ما قبلَ الإسلامِ وسُمِّيَ هذا الشهرُ بشعبانَ لتشعب القبائل العربية وافتراقها للحرب بعد قعودها عنها في شهر رجب حيث كانت محرمة عليهم.

## فضل شهر شعبان في الإسلام
كان النبي محمد يصوم أكثر شهر شعبان، لقول عائشة: «كان رسول الله يصوم حتى نقول لا يفطر ويفطر حتى نقول لا يصوم فما رأيت رسول الله استكمل صيام شهر إلا رمضان وما رأيته أكثر صياما منه في شعبان».

## حدث في شعبان
- ولادة الإمامِ الثاني عشر عند الشيعة في 15 شعبان سنة 255 أو 256 هـ.[3][4]
- وفاة ابن حزم الظاهري في 28 شعبان سنة 456 هـ.
- وفاة ابن كثير في 26 شعبان سنة 774 هـ.
- فرض صيام رمضان في العام الثاني من الهجرة.
- تحويل القبلة من بيت المقدس إلى البيت الحرام.